# Шадурі Ростом Семенович
Ростом Семенович Шадурі (1908, село Степанцмінда (Казбегі), тепер мхаре Мцхета-Мтіанеті, Грузія — ?) — грузинський радянський державний діяч, секретар ЦК КП(б) Грузії. Член ЦК КП(б) Грузії. Депутат Верховної ради Грузинської РСР 2-го скликання. Депутат Верховної ради СРСР 3-го скликання.

## Життєпис
Народився в селянській родині. З 1924 по 1927 рік — учень школи фабрично-заводського учнівства імені С. А. Камо в місті Тифлісі, вивчав токарне і слюсарне ремесло. У 1925 році вступив до комсомолу.
У 1927—1930 роках — слухач робітничого факультету при Грузинському політехнічному інституті в Тифлісі.
У 1929 — червні 1930 року — уповноважений газети «Комсомольська правда» в Закавказькій РФСР.
У 1930—1935 роках — студент інженерно-фізичного факультету Ленінградського індустріального інституту, інженер-дослідник в галузі теоретичної фізики.
Член ВКП(б) з 1932 року.
У 1936—1937 роках — вчений секретар Тифліського політехнічного інституту, молодший науковий співробітник Інституту фізики в Тбілісі, на викладацькій роботі.
У вересні 1937 — червні 1938 року — директор Горійського учительського інституту Грузинської РСР.
У червні 1938 — липні 1939 року — начальник Управління вищих шкіл і наукових закладів Народного комісаріату освіти Грузинської РСР.
У 1939—1945 роках — помічник 1-го секретаря ЦК КП(б) Грузії Кандида Чарквіані.
7 травня 1945 — 30 грудня 1948 року — начальник Управління у справах мистецтв при РНК (РМ) Грузинської РСР.
9 червня — 24 листопада 1948 року — секретар ЦК КП(б) Грузії із пропаганди та агітації. 24 листопада 1948 — грудень 1951 року — секретар ЦК КП(б) Грузії.
До 1953 року — директор Державного музею Грузинської РСР.
Подальша доля невідома.

## Нагороди
- орден Трудового Червоного Прапора
- медаль «За оборону Кавказу»
- медаль «За доблесну працю у Великій Вітчизняній війні 1941—1945 рр.»
- медалі